# Diocesi di Volterra

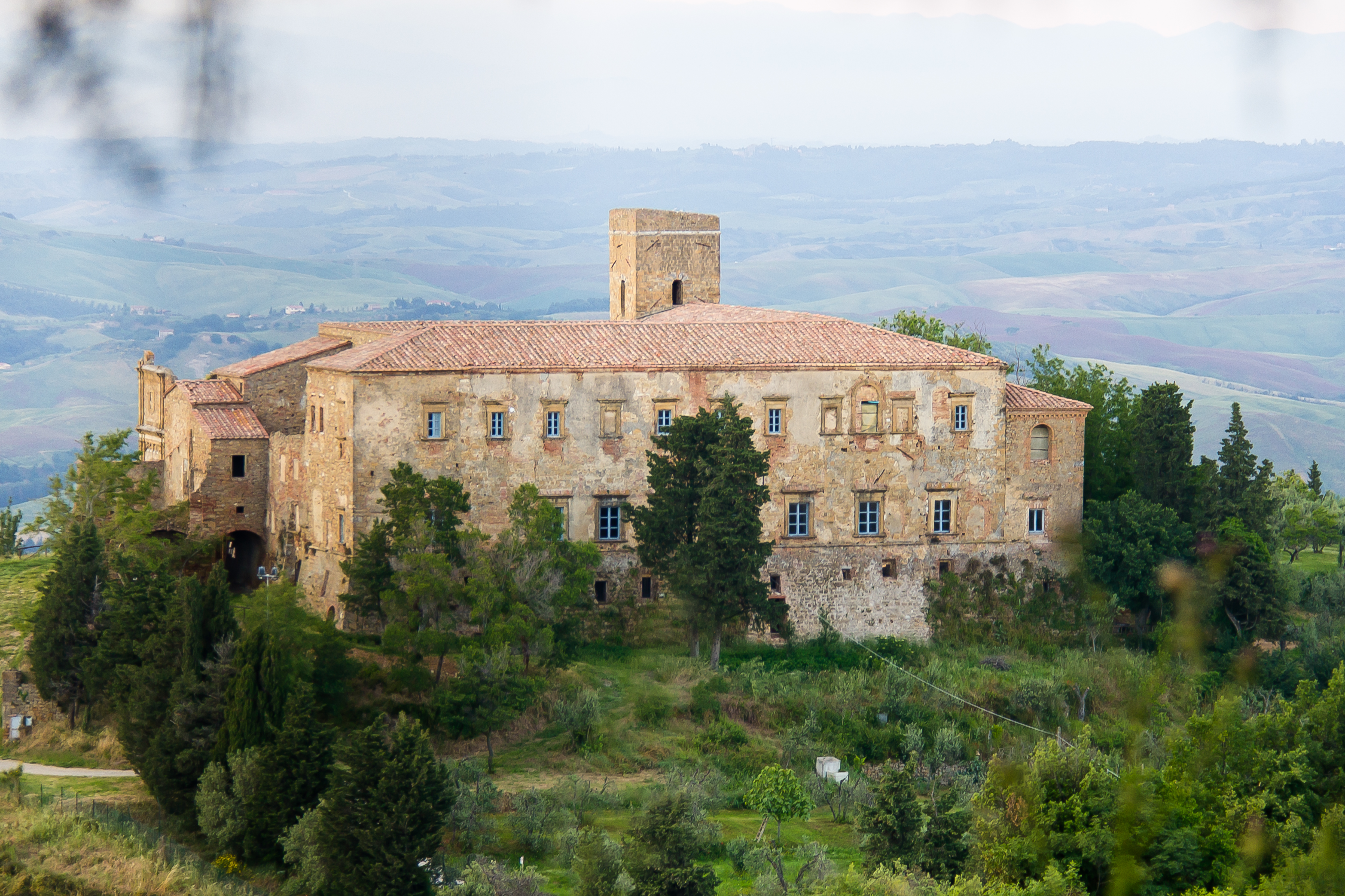
L'ex abbazia dei Santi Giusto e Clemente a Volterra, fondata nel 1034 all'epoca del vescovo Gunfredo.

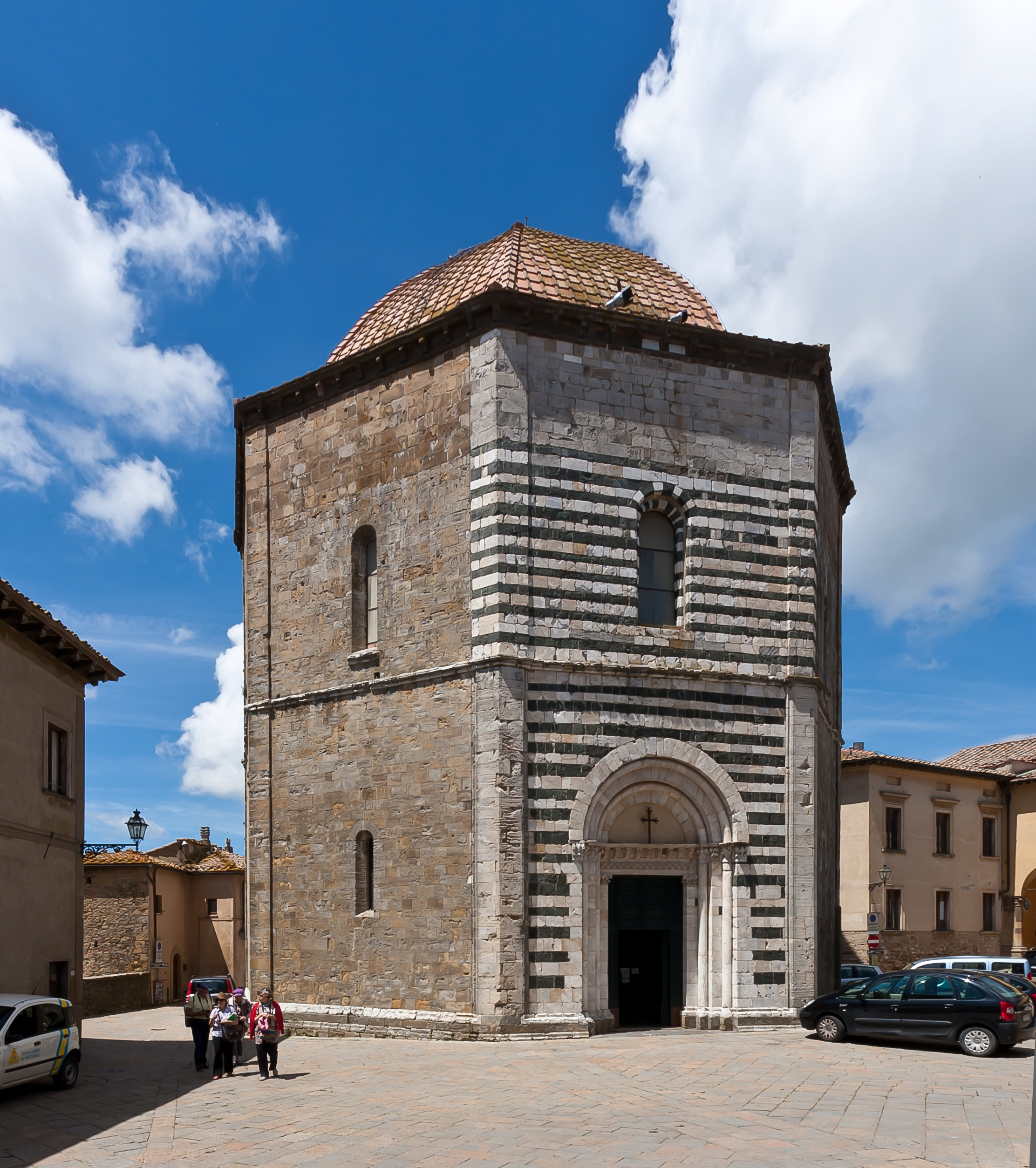
Il battistero di San Giovanni a Volterra.

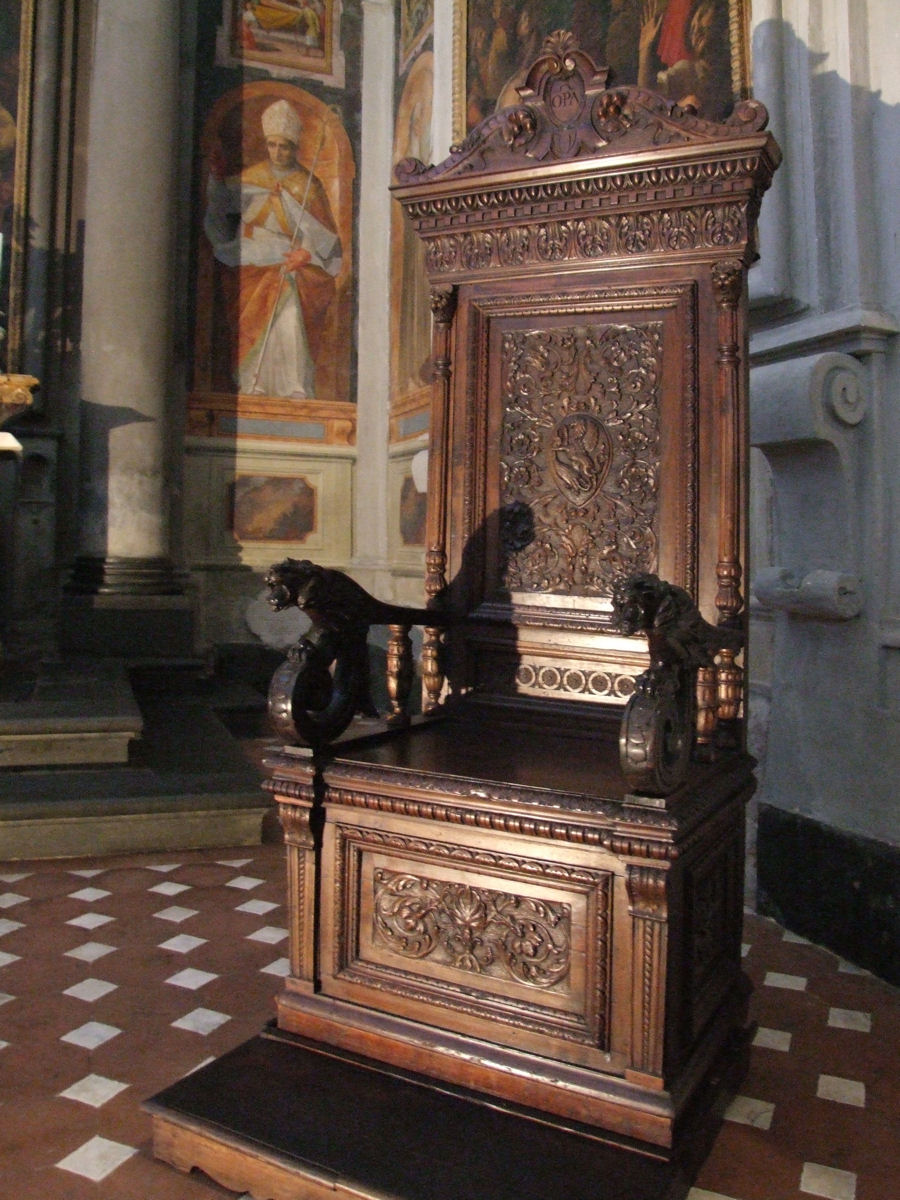
La cattedra episcopale, nella cattedrale di Santa Maria Assunta a Volterra

La diocesi di Volterra (in latino Dioecesis Volaterrana) è una sede della Chiesa cattolica in Italia suffraganea dell'arcidiocesi di Pisa appartenente alla regione ecclesiastica Toscana. Nel 2022 contava 82.600 battezzati su 85.984 abitanti. È retta dal vescovo Roberto Campiotti.

## Territorio
La diocesi abbraccia 23 comuni della Toscana, situate a cavallo fra 5 province: Pisa, dove si trova la maggior parte delle parrocchie, Siena, Firenze, Livorno e Grosseto. La diocesi comprende: per intero i comuni di Bibbona, Casale Marittimo, Castelnuovo di Val di Cecina, Chianni, Gambassi Terme, Guardistallo, Lajatico, Montaione, Montecatini Val di Cecina, Montescudaio, Peccioli, Pomarance, Radicondoli, Volterra; e in parte i comuni di Casole d'Elsa, Castelfiorentino, Cecina, Massa Marittima, Monterotondo Marittimo, Montieri, Palaia, San Gimignano e Terricciola.
Sede vescovile è la città di Volterra, dove si trova la cattedrale di Santa Maria Assunta. A Montignoso, frazione di Gambassi Terme, sorge il santuario diocesano di Nostra Signora di Fatima.

### Parrocchie e vicariati
Il territorio si estende su 1.743 km² ed è suddiviso in 83 parrocchie, raggruppate in 6 vicariati:
1. il vicariato di Volterra comprende le parrocchie di: Basilica Cattedrale e Santi Michele, Agostino, Francesco; San Lazzaro; San Girolamo; Sant'Alessandro; San Giusto; San Cipriano; Roncolla; Mazzolla; Prato d'Era; Spicchiaiola; Sensano; Villamagna; Saline di Volterra; Montecatini Val di Cecina, Ponteginori;
2. il vicariato della Valdelsa: Castelfiorentino (solo una parte della città), Dogana, Castelnuovo d'Elsa, Coiano, Varna, Catignano, Gambassi Terme, Pieve di Gambassi, Pillo, Badia a Cerreto, Sant'Andrea a Gavignalla, Castagno, Castelfalfi, Jano, San Vivaldo, Montaione, Sant'Antonio, Sughera, Mura, Tonda, Santo Stefano-Barbialla, Cellole di San Gimignano, Canonica di San Gimignano;
3. il vicariato della Valdera: Terricciola, Morrona, Chianni, Rivalto, Lajatico, Orciatico, Montefoscoli, Legoli, Libbiano di Peccioli, Cedri, Ghizzano, Peccioli, Montecchio, Fabbrica di Peccioli;
4. il vicariato dell'Alta Valdicecina: Casole d'Elsa, Cavallano, Monteguidi, Radicondoli, Belforte, Montieri, Gerfalco, Travale e Prata;
5. il vicariato della Bassa Valdicecina: Guardistallo, Montescudaio, Casale Marittimo, Casaglia, La Sassa, Querceto, Miemo, Gello, Cecina Duomo, Cecina Marina, Cecina Palazzaccio, La California-Marina di Bibbona, Bibbona;
6. il vicariato della Zona Boracifera: Monterotondo Marittimo, Castelnuovo di Val di Cecina, Montecastelli Pisano, Sasso Pisano, Leccia, San Dalmazio, Larderello, Montecerboli, Serrazzano, Lustignano, Pomarance, Micciano, Montegemoli, Libbiano di Pomarance.

## Santi e beati venerati in diocesi
La diocesi venera i seguenti santi e beati:
- 7 febbraio: Beato Pio IX, papa
- 3 maggio: Beato Bernardino da Falsini, sacerdote e martire
- 12 maggio: Beato Vivaldo da Camporena, eremita
- 5 giugno: Santi Giusto e Clemente, vescovo e sacerdote, patroni principali della città di Volterra
- 16 giugno: Sante Attinia e Greciniana, vergini e martiri
- 6 luglio: Santi Carissimo, Dolcissimo e Crescenzio, martiri
- 27 luglio: Beato Giacomo da Montieri, eremita
- 19 agosto: Beato Giordano da Rivalto, religioso domenicano
- 2 settembre: Sant'Ottaviano, eremita, patrono secondario della città di Volterra
- 9 settembre: Sant'Ugo, vescovo di Volterra
- 23 settembre: San Lino, papa, patrono principale della Diocesi
- 10 novembre: San Leone I, papa, patrono secondario della Diocesi

## Istituzioni culturali diocesane

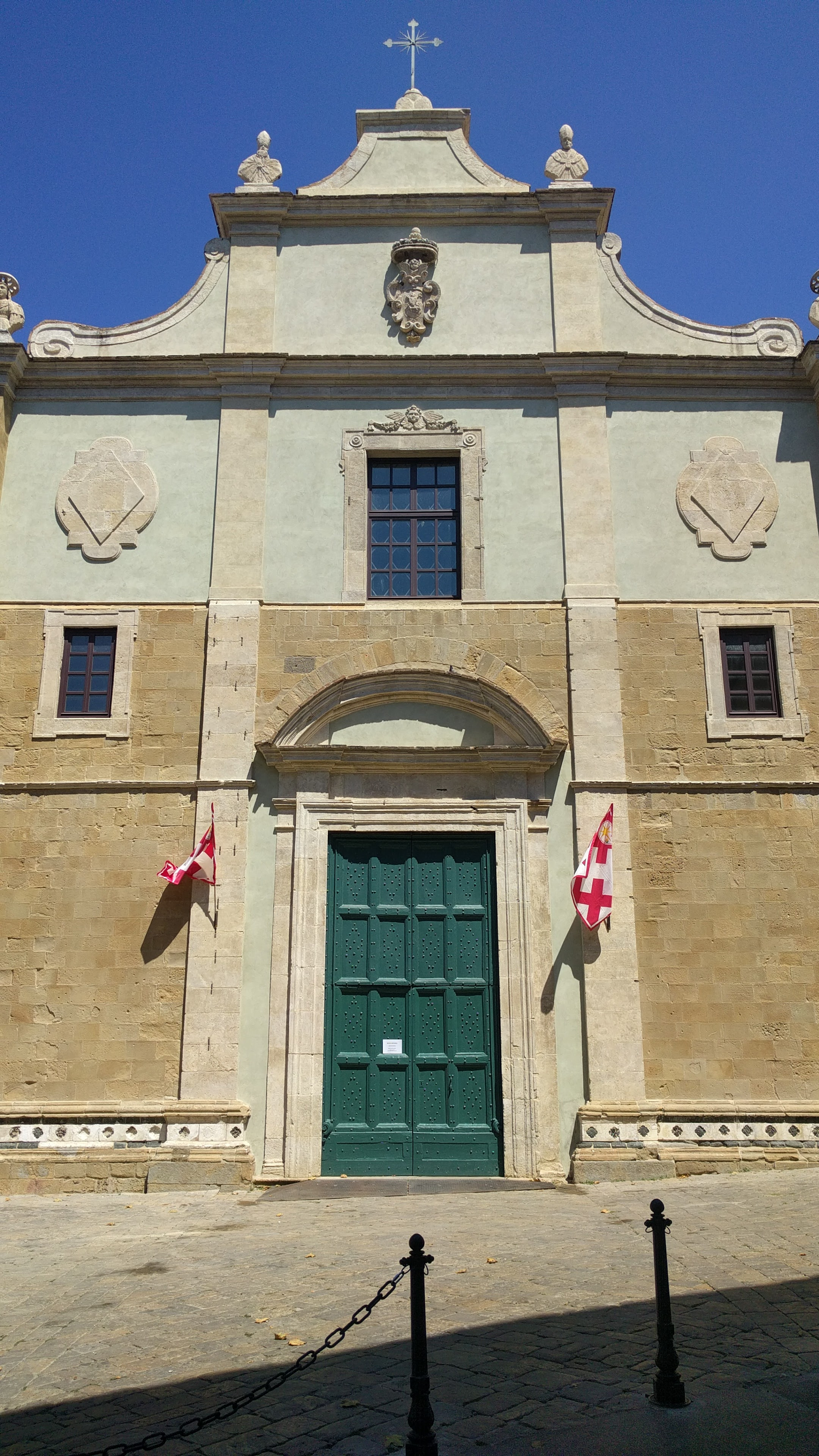
L'ex chiesa di Sant'Agostino, sede del museo diocesano d'arte sacra.

Il museo diocesano d'arte sacra fu istituito, come museo dell'Opera del Duomo, nel 1932 ed aveva sede nella canonica della cattedrale, oggi palazzo vescovile. Dopo varie vicissitudini e diverse chiusure, il museo è stato trasferito nel 2017 nell'ex chiesa di Sant'Agostino. Esso conserva opere provenienti per lo più dalla cattedrale e dalle chiese della città, nonché da alcune chiese della diocesi.
Il seminario vescovile Sant'Andrea ospita la biblioteca diocesana, che conserva all'incirca 15.000 volumi, raccolti soprattutto all'inizio del Settecento e nella prima metà dell'Ottocento grazie all'attenzione e alla munificenza del vescovo Giuseppe Gaetano Incontri.
Il palazzo vescovile è sede dell'archivio storico diocesano il cui complesso documentario è costituito da 1591 pergamene contenenti documenti compresi tra l'anno 834 e il 1806 e da 3323 unità archivistiche comprese tra l'anno 1265 e il 1978. L'archivio è costituito dai documenti della curia vescovile, delle parrocchie della diocesi, di diversi enti ecclesiastici, del capitolo della cattedrale e di alcuni monasteri.

## Storia
La tradizione cattolica attribuisce l'evangelizzazione della città etrusca di Volterra a san Romolo, inviato da san Pietro, e da papa Lino, nativo di Volterra e secondo vescovo di Roma, nonché compagno di viaggio e vicario dell'Apostolo.
Raffaello Maffei (morto nel 1522), grande umanista ed erudito volterrano ma operante in Roma, trascrisse parte della tradizione orale, e fece ricerche per ritrovare la casa nativa della famiglia di Lino, che apparteneva alla gens Murria (de'Mauri). Ritrovandola nel luogo ove successivamente sorse il convento attiguo all'omonima Chiesa. L'evangelizzazione di Volterra e di Fiesole è sempre stata attribuita a san Romolo e ai suoi compagni Carissimo, Dolcissimo e Crescenzio, nella seconda parte del I secolo.
I primi riscontri documentali della diocesi di Volterra risalgono al II/III secolo, con il ritrovamento di lapidi funerarie paleocristiane presenti e visibili al Museo Guarnacci, provenienti dalle catacombe delle Balze.
Alla seconda metà del V secolo risale un documento importante: la lettera di papa Gelasio I (492) nella quale il pontefice riprende il vescovo volterrano. Dalla lettera già si evince che la Chiesa di Volterra era ben formata e aveva accumulato molti beni. I primi vescovi citati sono Eumanzio e Opilione, immediati predecessori di Eucaristio, forse un diacono volterrano, che intrigò per occupare la cattedra vescovile, ma fu accusato di simonia e di altri crimini e perciò condannato da papa Gelasio. Lo stesso epistolario menziona il vescovo Elpidio, successore di Eucaristio, che fu presente al concilio simmachiano del 6 novembre 502.
Fin dall'alto medioevo erano venerati a Volterra i santi Giusto, Clemente e Ottaviano, che probabilmente erano eremiti locali del VI secolo; tradizioni successive li trasformarono in africani che erano fuggiti dall'Africa in seguito alle persecuzioni dei Vandali; dal XIV secolo Giusto fu venerato come vescovo volterrano. Al culto di questi santi si aggiunse anche quello delle martiri Attinia e Greciniana, le cui reliquie furono scoperte nel 1140 presso la chiesa di San Clemente di Volterra.
Fino al IX secolo sono pochi i vescovi che si possono storicamente attribuire alla sede volterrana: Gaudenzio, menzionato nell'epistolario di papa Pelagio I (556-561); Geminiano, che prese parte al concilio lateranense del 649, e Marciano, presente al concilio di papa Agatone del 680, nei quali fu condannata l'eresia monotelita; Gaudenziano, di cui resta una testimonianza epigrafica risalente all'epoca del re longobardo Cuniperto (688-700); e Tommaso, il cui nome appare in una bolla di papa Stefano II del 752.
A partire dall'epoca franca (774), in mancanza di un vero centro di potere civile, i vescovi assunsero un ruolo sempre più importante nella vita cittadina, grazie anche ai numerosi privilegi concessi loro dagli imperatori e ancora oggi conservati nell'archivio storico diocesano; il più antico di questi è il privilegio concesso da Ludovico I al vescovo Grippo nell'ottobre dell'821. «Tra i vescovi di questo periodo meritano di essere ricordati Andrea (845-853), sotto il cui episcopato venne istituita la vita comune dei canonici presso la cattedrale, Gaugino (874-882), già cancelliere dell'imperatore Ludovico II, e Adalardo (918- 929), sotto cui fu sancita l'autonomia patrimoniale dei canonici della cattedrale.»
Con il vescovo Guido (1042-1061) si rafforzò il potere civile dei vescovi sulla città di Volterra e su altri castelli del territorio; prese così avvio un processo, che portò alla nascita e all'affermarsi della signoria vescovile, in particolare nel XII secolo. Sono da ricordare: Ruggero Gisalbertini (1103-1132), della nobile famiglia lombarda dei Gisalbertini, che fece ricostruire la cattedrale, consacrata da papa Callisto II nel 1120, introdusse i Camaldolesi nell'abbazia dei Santi Giusto e Clemente fondata nel 1034 dal vescovo Gunfredo, e che, nominato arcivescovo di Pisa (circa 1122), conservò la carica di vescovo di Volterra fino alla morte; Galgano (1150-1168), ritenuto, ma senza prove, della famiglia dei Pannocchieschi, durante il cui episcopato raggiunse il suo culmine il potere temporale dei vescovi volterrani, e che venne ucciso per la sua opposizione ai primi tentativi di autonomia comunale; Ugo Saladini (1171-1184), venerato come santo, tenace difensore dei diritti della Chiesa e che fondò un collegio per i chierici. Il potere temporale dei vescovi entrò in crisi all'inizio del XIII secolo, durante gli episcopati di Ildebrando (1185-1211) e Pagano (1212-1239), entrambi della famiglia dei Pannocchieschi, che invano lottarono contro il comune per conservare i propri privilegi e il proprio potere sulla città.
Risale all'XI secolo la prima fondazione monastica nel territorio della diocesi, con il monastero benedettino dei Santi Giusto e Clemente, fondato nel 1034 e passato in seguito ai Camaldolesi. Nel 1201 arrivarono in diocesi i Cistercensi, gli Olivetani nel 1339; i Francescani sono attestati a partire dal 1238, le clarisse dal 1244 e gli Agostiniani dal 1279.
Gli atti di un sinodo celebrato dal vescovo Filippo Belforti nel 1356 danno notizia che all'epoca la diocesi era suddivisa in 6 "sesti", termine antico per indicare i vicariati diocesani, e cioè la città di Volterra, la Val d'Elsa, la Val d'Era, le Valli di Cecina e Marina, la Val di Strove e il sesto della Montagna, per un totale di 480 chiese, 51 pievi e 29 monasteri.
Questo territorio diocesano rimase sostanzialmente invariato fino alla fine del XVI secolo. Infatti, nel 1592 Volterra cedette una porzione del suo territorio a vantaggio dell'erezione della diocesi di Colle di Val d'Elsa, a cui furono annessi i pievanati di Balli, Molli, Pernina, Mensano, Scola, Castello e Conèo, con le rispettive parrocchie. Inoltre, fin dal 1462 la pieve di San Gimignano aveva ricevuto dai pontefici ampi privilegi ed esenzioni dalla giurisdizione dei vescovi volterrani. I ripetuti conflitti tra i vescovi e i prevosti di San Gimignano furono risolti da papa Pio VI che, con la bolla Dum nos singuli del 18 settembre 1782, decise lo scorporo della prepositura di San Gimignano, con le sue pievi e parrocchie, dalla diocesi di Volterra e la sua annessione a quella di Colle di Val d'Elsa.
I primi tentativi di fondazione del seminario vescovile furono messi in atto dal vescovo Guido Serguidi (1574-1598), organizzato poi con maggior successo dal vescovo Niccolò Sacchetti nel 1640; con la partenza degli Olivetani, il loro monastero presso Sant'Andrea a Porta Marcali fu adattato alla fine del Settecento come nuova sede del seminario.
Nel XVIII secolo Giuseppe Dumesnil, sgradito alla popolazione e malato di mente, venne confinato a Castel Sant'Angelo a Roma fino alla morte, mentre la sede episcopale fu affidata ai vescovi coadiutori Filippo Nicola Cecina, titolare di Zenopoli, morto prima del Dumesnil, e Alessandro Galletti, titolare di Soli, che gli succedette sulla cattedra volterrana nel 1781.
Il 22 agosto 1855, in forza della bolla Vel ab antiquis di papa Pio IX, la diocesi, fino ad allora immediatamente soggetta alla Santa Sede, divenne suffraganea dell'arcidiocesi di Pisa. Per compensare la perdita dell'autonomia ecclesiastica, il 1º agosto 1856, con la bolla Ubi primum placuit, lo stesso papa concesse ai vescovi di Volterra il privilegio di indossare il pallio.
Il 27 luglio 1954 la diocesi ha ceduto una porzione del suo territorio all'arcidiocesi di Siena, comprendente i territori dei comuni di Chiusdino e Monticiano.
Il 23 settembre 1989 il vescovo Vasco Giuseppe Bertelli accolse la visita pastorale alla diocesi di papa Giovanni Paolo II.

## Cronotassi dei vescovi
Si omettono i periodi di sede vacante non superiori ai 2 anni o non storicamente accertati.
- Eumanzio † (seconda metà del V secolo)[23]
- Opilione † (seconda metà del V secolo)[24]
  - Eucaristio † (circa 492/496 deposto) (intruso)[25]
- Elpidio † (circa 492/496 - dopo il 502)[26]
- Gaudenzio † (prima del 556/557 - dopo il 558/559)[27]
- Leone ? † (menzionato nel 566)[28]
- Geminiano † (menzionato nel 649)
- Marciano † (menzionato nel 680)[29]
- Gaudenziano † (all'epoca di re Cuniperto 688-700)[30]
- Tommaso † (menzionato nel 752)[31]
- Andrea I ? † (menzionato nell'820)[32]
- Grippo † (menzionato nell'821)[15]
- Pietro I † (prima dell'826 - dopo giugno 844)
- Andrea II † (prima di dicembre 845 - dopo l'853)
- Gaugino † (prima dell'874 - dopo l'882)
- Pietro II † (prima dell'886[33] - dopo l'887[34])
- Alboino † (prima del 904 - dopo il 908)[35]
- Adelardo † (prima del 918 - dopo il 929)[36]
- Bosone † (prima del 943/944 - dopo il 959)[37]
- Pietro III † (prima del 966 - dopo il 991)[37]
- Benedetto † (prima di maggio 997 - dopo novembre 1015)[38]
- Gunfredo † (prima di aprile 1017[38] - 26 agosto 1039[37] deceduto)
- Guido † (prima del 1042 - dopo il 1061)[37]
- Ermanno † (prima di ottobre 1064 - prima del 16 settembre 1077 deceduto)[39]
- Pietro V † (prima di settembre 1080 - dopo luglio 1099 deceduto)[37]
- Ruggero Gisalbertini † (prima di maggio 1103 - tra marzo 1131 e marzo 1032 deceduto)[40]
- Crescenzio Marchesi † (prima di agosto 1133[41] - 13 agosto 1136 deceduto)
- Odimario (Aldemaro) † (prima di novembre 1137[42] - dopo ottobre 1146[43] deceduto)
- Galgano I † (prima di agosto 1150 - dopo settembre 1168 deceduto)[43]
- Sant'Ugo Saladini † (prima di dicembre 1171[43] - 8 settembre 1184 deceduto)
- Ildebrando Pannocchieschi † (prima di gennaio 1185 - dopo il 10 dicembre 1211 deceduto)[44]
- Pagano Pannocchieschi † (prima del 23 dicembre 1212[45] - dopo il 27 agosto 1239 deceduto)[46]
- Galgano II, O.Cist. † (1244 - 1251 deceduto)
  - Ranieri I Ubertini † (1º aprile 1251 - 1261 dimesso) (vescovo eletto)[47]
- Alberto Scolari † (21 gennaio 1261 - metà marzo 1269 deceduto)[48]
- Ranieri II Ubertini † (28 maggio 1273 - dopo il 2 dicembre 1300[45] deceduto)
- Ranieri Belforti † (22 dicembre 1301 - 26 novembre 1320 deceduto)[49]
- Rainuccio Allegretti † (9 febbraio 1320 - 1348 deceduto)
- Filippo Belforti † (10 luglio 1348 - 20 agosto 1358 deceduto)
- Almerico Cathy † (3 ottobre 1358 - 18 agosto 1361 nominato vescovo di Bologna)
- Pietro Corsini † (18 marzo 1362 - 1º settembre 1363 nominato vescovo di Firenze)
- Andrea Codoni o di San Girolamo † (11 dicembre 1363 - 19 dicembre 1373 nominato vescovo di Tricarico)
- Lucio da Cagli † (9 gennaio 1374 - 1375 deceduto)
- Simone Pagani † (14 marzo 1375 - 1384 nominato vescovo di Forlì)
- Onofrio Visdomini, O.E.S.A. † (28 marzo 1384 - 15 maggio 1390 nominato vescovo di Firenze)
- Antonio Cipolloni, O.P. † (11 febbraio 1390 - 24 maggio 1396 nominato vescovo titolare di Egina)
- Giovanni Ricci † (24 maggio 1396 - dopo l'8 febbraio 1398 deceduto)
- Lodovico degli Aliotti † (1º giugno 1398 - 6 aprile 1411 deceduto)
- Jacopo Spini † (15 aprile 1411 - 2 agosto 1411 deceduto)
- Stefano del Buono † (27 agosto 1411 - 10 settembre 1435 deceduto)
- Roberto Adimari † (24 ottobre 1435 - 1439 dimesso)
- Roberto Cavalcanti † (27 aprile 1440 - 25 febbraio 1450 deceduto)
- Giovanni Neroni Diotisalvi † (27 febbraio 1450 - 22 marzo 1462 nominato arcivescovo di Firenze)
- Ugolino Giugni † (22 marzo 1462 - 25 aprile 1470 deceduto)
- Antonio degli Agli † (30 aprile 1470 - 1477 deceduto)
- Francesco Soderini † (11 marzo 1478 - 23 maggio 1509 dimesso)
- Giuliano Soderini † (23 maggio 1509 - 12 giugno 1514 nominato vescovo di Saintes)
- Francesco della Rovere † (12 giugno 1514 - 12 gennaio 1530 nominato arcivescovo di Benevento)
  - Giovanni Salviati † (20 luglio 1530 - 15 novembre 1531 dimesso) (amministratore apostolico)
- Giovanni Matteo Sirtori † (15 novembre 1531 - 1545 deceduto)
- Benedetto Nerli † (22 giugno 1545 - 1565 deceduto)
- Alessandro Strozzi † (3 aprile 1566 - 4 aprile 1568 deceduto)
- Ludovico Antinori † (2 agosto 1568 - 15 gennaio 1574 nominato vescovo di Pistoia)
- Marco Saraceni † (15 gennaio 1574 - 21 settembre 1574 deceduto)
- Guido Serguidi † (8 ottobre 1574 - 1º maggio 1598 deceduto)
- Luca Alemanni † (7 agosto 1598 - giugno 1617 dimesso)
- Bernardo Inghirami † (12 giugno 1617 - 5 giugno 1633 deceduto)
- Niccolò Sacchetti † (25 settembre 1634 - 8 giugno 1650 deceduto)
- Giovanni Gerini † (19 settembre 1650 - 22 settembre 1653 nominato vescovo di Pistoia)
- Orazio degli Albizzi † (5 luglio 1655 - 30 gennaio 1676 deceduto)
- Carlo Filippo Sfondrati, B. † (12 luglio 1677 - 11 maggio 1680 deceduto)
- Ottavio Del Rosso † (14 aprile 1681 - 31 dicembre 1714 deceduto)
- Lodovico Maria Pandolfini † (13 gennaio 1716 - 18 maggio 1746 deceduto)
- Giuseppe Dumesnil † (6 maggio 1748 - prima del 24 marzo 1781 deceduto)
- Alessandro Galletti † (prima del 24 marzo 1781 succeduto - 2 giugno 1782 deceduto)
- Luigi Buonamici † (23 settembre 1782 - 2 maggio 1791 deceduto)
- Ranieri Alliata † (19 dicembre 1791 - 6 ottobre 1806 nominato arcivescovo di Pisa)
- Giuseppe Gaetano Incontri † (6 ottobre 1806 - 15 aprile 1848 deceduto)
  - Sede vacante (1848-1851)
- Ferdinando Baldanzi † (10 aprile 1851 - 28 settembre 1855 nominato arcivescovo di Siena)
- Giuseppe Targioni † (3 agosto 1857 - 17 aprile 1873 deceduto)
- Ferdinando Capponi † (25 luglio 1873 - 18 novembre 1881 nominato arcivescovo coadiutore di Pisa[50])
- Giuseppe Gelli † (27 marzo 1882 - 2 marzo 1909 deceduto)
- Emanuele Mignone † (29 aprile 1909 - 18 dicembre 1919 nominato vescovo di Arezzo)
- Raffaele Carlo Rossi, O.C.D. † (22 aprile 1920 - 20 dicembre 1923 dimesso[51])
- Dante Maria Munerati, S.D.B. † (20 dicembre 1923 - 20 ottobre 1942 deceduto)
- Antonio Bagnoli † (17 agosto 1943 - 8 aprile 1954 nominato vescovo di Fiesole)
- Mario Jsmaele Castellano, O.P. † (24 agosto 1954 - 3 agosto 1956 nominato assistente generale dell'Azione Cattolica Italiana[52])
- Marino Bergonzini † (12 gennaio 1957 - 5 giugno 1970 nominato vescovo di Modigliana e vescovo coadiutore di Faenza)
  - Sede vacante (1970-1975)
- Roberto Carniello † (7 ottobre 1975 - 5 marzo 1985 dimesso)[53]
- Vasco Giuseppe Bertelli † (25 maggio 1985 - 18 marzo 2000 ritirato)
- Mansueto Bianchi † (18 marzo 2000 - 4 novembre 2006 nominato vescovo di Pistoia)
- Alberto Silvani (8 maggio 2007 - 12 gennaio 2022 ritirato)
- Roberto Campiotti, dal 12 gennaio 2022

## Statistiche
La diocesi nel 2022 su una popolazione di 85.984 persone contava 82.600 battezzati, corrispondenti al 96,1% del totale.
| anno | popolazione | popolazione | popolazione | presbiteri | presbiteri | presbiteri | presbiteri                | diaconi | religiosi | religiosi | parrocchie |
| anno | battezzati  | totale      | %           | numero     | secolari   | regolari   | battezzati per presbitero | diaconi | uomini    | donne     | parrocchie |
| ---- | ----------- | ----------- | ----------- | ---------- | ---------- | ---------- | ------------------------- | ------- | --------- | --------- | ---------- |
| 1950 | 113.558     | 113.558     | 100,0       | 162        | 142        | 20         | 700                       |         | 26        | 232       | 112        |
| 1970 | 86.945      | 86.945      | 100,0       | 112        | 103        | 9          | 776                       |         | 9         | 245       | 107        |
| 1980 | 83.300      | 83.800      | 99,4        | 92         | 84         | 8          | 905                       |         | 8         | 102       | 107        |
| 1990 | 80.726      | 81.231      | 99,4        | 82         | 71         | 11         | 984                       |         | 11        | 144       | 94         |
| 1999 | 79.700      | 79.850      | 99,8        | 80         | 68         | 12         | 996                       |         | 15        | 101       | 92         |
| 2000 | 78.550      | 78.700      | 99,8        | 80         | 68         | 12         | 981                       |         | 15        | 96        | 92         |
| 2001 | 78.250      | 79.100      | 98,9        | 76         | 65         | 11         | 1.029                     |         | 14        | 91        | 92         |
| 2002 | 81.000      | 81.850      | 99,0        | 71         | 59         | 12         | 1.140                     |         | 15        | 91        | 92         |
| 2003 | 80.350      | 82.050      | 97,9        | 67         | 56         | 11         | 1.199                     |         | 13        | 93        | 92         |
| 2004 | 81.050      | 82.500      | 98,2        | 64         | 51         | 13         | 1.266                     |         | 15        | 109       | 92         |
| 2010 | 80.114      | 81.854      | 97,9        | 66         | 55         | 11         | 1.213                     | 1       | 14        | 96        | 88         |
| 2014 | 82.105      | 87.305      | 94,0        | 56         | 47         | 9          | 1.466                     | 1       | 12        | 113       | 88         |
| 2017 | 89.241      | 94.098      | 94,8        | 52         | 44         | 8          | 1.716                     | 3       | 11        | 122       | 88         |
| 2020 | 89.301      | 94.533      | 94,5        | 52         | 43         | 9          | 1.717                     | 3       | 12        | 135       | 88         |
| 2022 | 82.600      | 85.984      | 96,1        | 54         | 45         | 9          | 1.529                     | 3       | 12        | 136       | 83         |